# (23604) 1996 AL
(23604) 1996 AL est un astéroïde de la ceinture principale d'astéroïdes découvert en 1996.

## Description
(23604) 1996 AL a été découvert le 11 janvier 1996 à l'observatoire astronomique d'Ōizumi, situé à Ōizumi, dans la préfecture de Gunma, au Japon, par Takao Kobayashi.

### Caractéristiques orbitales
L'orbite de cet astéroïde est caractérisée par un demi-grand axe de 2,94 UA, un périhélie de 2,40 UA, une excentricité de 0,18 et une inclinaison de 16,04° par rapport à l'écliptique. Du fait de ces caractéristiques, à savoir un demi-grand axe compris entre 2 et 3,2 UA et un périhélie supérieur à 1,666 UA, il est classé, selon la JPL Small-Body Database, comme objet de la ceinture principale d'astéroïdes.

### Caractéristiques physiques
(23604) 1996 AL a une magnitude absolue (H) de 13,8 et un albédo estimé à 0,064.